# Trương Tấn Sang
Nguyen Tan Trương Tấn Sang (* 21. ledna 1949, provincie Long An) je vietnamský politik, který v letech 2011–2016 sloužil jako 8. prezident Vietnamu a bývalý člen předsednictva politbyra Komunistické strany Vietnamu.

## Biografie
Za vedoucího činitele strany byl zvolen na 11. sjezdu KS Vietnamu v Hanoji v lednu 2011. Prezidentem Socialistické republiky Vietnam jej zvolilo národní shromáždění 25. července 2011. Truong Tan Sang byl členem politbyra od roku 1996, v letech 1996–2000 působil jako stranický tajemník v Ho Či Minově Městě (Saigon). V říjnu 2009 byl zvolen druhým tajemníkem KS Vietnamu. K získání pozice generálního tajemníka musel zvítězit nad předsedou vlády Nguyen Tan Dungem.